# ديربي بيروت
ديربي بيروت هو الاسم الوارد في كرة القدم لأي مباراة بين الخصمين نادي الأنصار ونادي النجمة، وتعتبر أكبر لعبة كرة قدم في لبنان.
يعتبر دربي بيروت من الناحية التاريخية اللعبة الأكثر توقعًا في لبنان، حيث يقع الناديين في بيروت، ويشتركا الناديين النجمة والأنصار في غالبية الألقاب المحلية.
يتصدر نادي الأنصار النتائج المباشرة في المباريات التنافسية برصيد35 فوزاً. الفريقان متعادلان في الصدارة في انتصارات الدوري، بينما يتقدم الأنصار في الكؤوس.

## التاريخ

### أصول الأندية
تأسس الناديان في فترة ما بعد الحرب العالمية الثانية، تأسس النجمة عام 1945 في بيروت بعد فترة وجيزة من استقلال لبنان، وتأسس الأنصار في عام 1951 في جبل لبنان جنوب المدينة، خارج بيروت لأن قانون المدينة حدد نادي رياضي واحد لكل 10 آلاف نسمة، وبحلول عام 1965 مع نمو سكان بيروت تبدلت القواعد وتولدت منافسة بين نادي النجمة ونادي الأنصار.

### المباراة الأولى
استضاف ملعب بيروت البلدي مباراة دربي الافتتاحية بين النجمة والأنصار عام 1968، وهي المباراة التي فاز بها النجمة 1-2. حيث سجل سعد الدين برجاوي هدف دربي الأول في الدقيقة العاشرة لصالح النجمة، وسجل علي صفا هدف النجمة الثاني، بينما سجل عبد الله طبش هدف الأنصار الوحيد. وكان الحكم كريكور لتشينيان.

### التاريخ الحديث

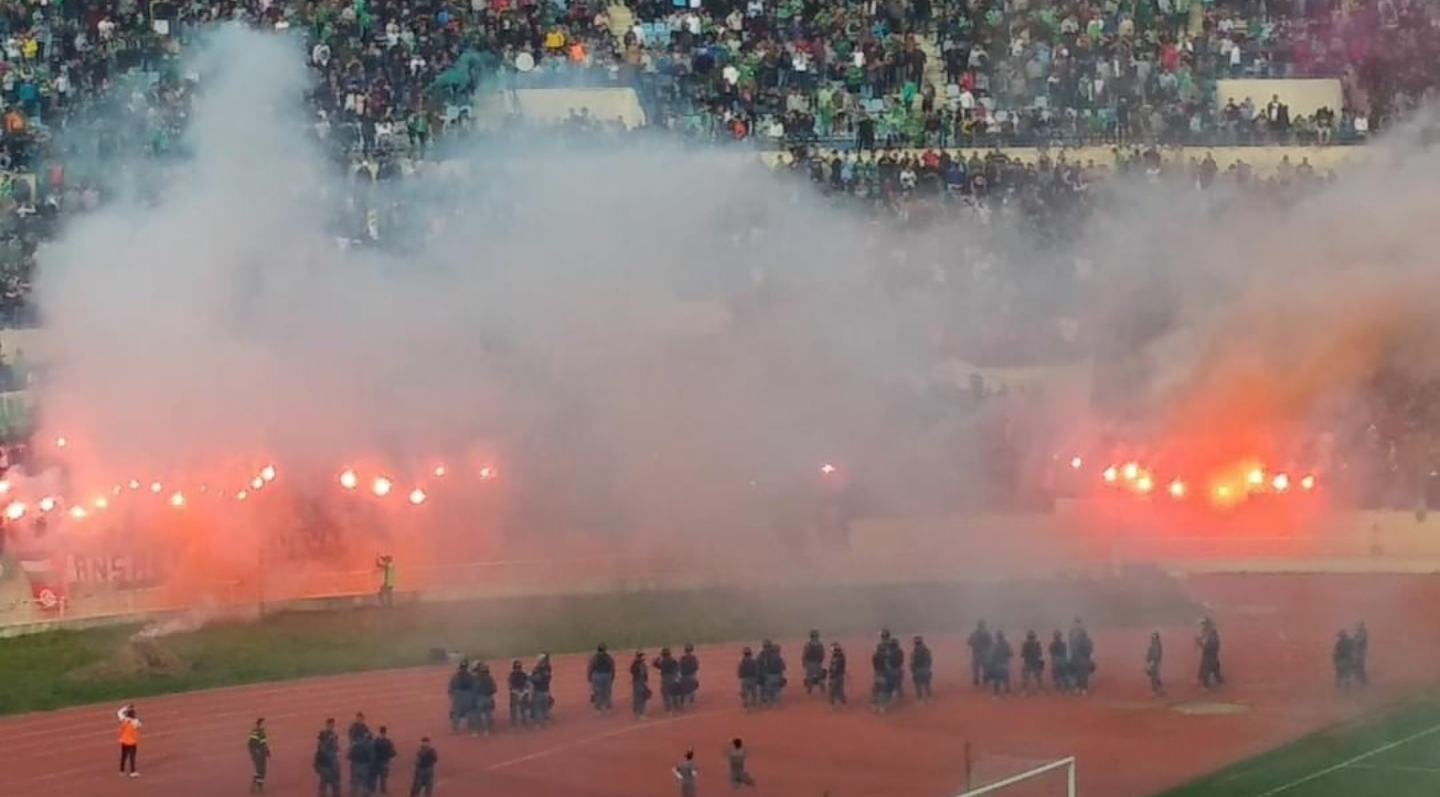
مشجعو الأنصار خلال دربي بيروت عام 2018.

التقى فريقا بيروت في الاستاد البلدي في بيروت في الدوري اللبناني الممتاز 1997–98 بفارق نقطتين عن منافسيهما على رأس الجدول، توجه الحشد البالغ 20 ألف مشجع إلى الملعب من الساعات الأولى من الصباح وتجمع الآلاف في الخارج بعد بيع التذاكر، أعطى «محمد السقسوق» الأنصار ميزة مبكرة بعد خمس دقائق فقط ولكن موسى حويج تعادل مع النجمة بضربة قوية، وقبل أن يستعيد الأنصار تقدمهم بضربة حرة من مالك حسون، حاول موسى حجيج تكرار الحيلة لكن مجهوداته هذه المرة ارتدت من العارضة لينتهي بها الشوط الأول بنتيجة 2-2، سيطر الأنصار على الشوط الثاني وأضاف هدفين آخرين عن طريق «محمد مسلماني» و«عبد الفتاح شهاب» ليفوز 4-2 ويوسع الصدارة إلى خمس نقاط، وأستمروا في الفوز بلقب الدوري التاسع على التوالي في ذلك الموسم.

## إحصائيات
اعتبارًا من 24 أبريل 2021
|                         | اعواد الكبريت | انتصارات | انتصارات | التعادلات | الأهداف | الأهداف |
| الأنصار                 | اعواد الكبريت | النجمة   | الأنصار  | التعادلات | النجمة  |         |
| ----------------------- | ------------- | -------- | -------- | --------- | ------- | ------- |
| الدوري اللبناني الممتاز | 68            | 21       | 21       | 26        | 69      | 67      |
| كأس لبنان               | 13            | 9        | 4        | 0         | 25      | 15      |
| كأس النخبة اللبناني     | 15            | 3        | 6        | 6         | 17      | 23      |
| كأس السوبر اللبناني     | 3             | 2        | 0        | 1         | 6       | 3       |
| إجمالي                  | 97            | 35       | 31       | 33        | 117     | 108     |

## سجلات

### أكبر انتصارات
| 4 | النجمة 4-0 الأنصار | 1970           |                         |
| 4 | الأنصار 4-0 النجمة | 24 أبريل 2002  | كأس لبنان               |
| 4 | النجمة 6-2 الأنصار | 30 سبتمبر 2004 | كأس النخبة اللبناني     |
| 4 | النجمة 1-5 الأنصار | 2 أكتوبر 2017  | الدوري اللبناني الممتاز |

### تسجيل الأهداف

#### أهم الهدافين
- اللاعبون بالخط العريض ما زالوا نشطين في الأنصار أو النجمة.[3]

| لاعب           | النادي           | الدوري | كأس لبنان | كأس النخبة | كأس السوبر | مجموع |
| -------------- | ---------------- | ------ | --------- | ---------- | ---------- | ----- |
| موسى حجيج      | النجمة           | 3      | 2         | 3          | 2          | 10    |
| علي ناصر الدين | النجمة / الأنصار | 6      | 1         | 1          | 0          | 8     |
| خالد التكه جي  | النجمة / الأنصار | 7      | 0         | 1          | 0          | 8     |
| الحاج مالك     | الأنصار          | 5      | 1         | 1          | 0          | 7     |
| بيتر بروسبار   | الأنصار          | 3      | 2         | 2          | 0          | 7     |

#### الأهداف المتتالية
| لاعب          | النادي  | مباريات متتالية | مجموع الأهداف في المدى |
| ------------- | ------- | --------------- | ---------------------- |
| خالد التكه جي | النجمة  | 4               | 4                      |
| جمال ضاهر     | الأنصار | 3               | 3                      |

### أكثر سوبر هاتريك 4 أهداف
- تمكن لاعب واحد فقط من تسجيل 4 أهداف:
- الحاج مالك (1).[3]

### أكثر ثلاثيات
- تمكن لاعبان من تسجيل ثلاثية: إيرول مكفارلين وصلاح رشدي (1).[3]

## تشريفات
يأتي التنافس المنعكس في مباريات دربي بيروت حيث يعتبر فريقي الأنصار والنجمة الأندية الأكثر نجاحًا في لبنان، يتصدر الأنصار بـ 37 مقابل 31 للنجمة من حيث الجوائز الرسمية الإجمالية.
| الأنصار | منافسة                        | النجمة |
| ------- | ----------------------------- | ------ |
| 14      | دوري كرة القدم اللبناني       | 8      |
| 14      | كأس لبنان                     | 6      |
| 2       | كأس النخبة اللبناني           | 11     |
| 5       | كأس السوبر اللبناني           | 6      |
| 2       | كأس الاتحاد اللبناني (البائد) | 0      |
| 37      | مجموع                         | 31     |